# ويليام سبيرز بروس
ويليام سبيرز بروس (بالإنجليزية: William Speirs Bruce)‏‏ (1 أغسطس 1867 في لندن - 28 أكتوبر 1921 في إدنبرة) مستكشف، وعالم أحياء بحرية، وعالم محيطات من المملكة المتحدة.

## الجوائز
- ميدالية الراعي  [لغات أخرى]‏[7]
- وسام مئوية ديفيد ليفينغستون
- زمالة الجمعية الملكية لإدنبرة

## روابط خارجية
- ويليام سبيرز بروس على موقع الموسوعة البريطانية (الإنجليزية)